# Ariathisa abyssinia
Ariathisa abyssinia är en fjärilsart som beskrevs av Achille Guenée 1852. Ariathisa abyssinia ingår i släktet Ariathisa och familjen nattflyn. Inga underarter finns listade i Catalogue of Life.